# Montowo
Montowo (niem. Montaw) – wieś sołecka w Polsce położona w województwie warmińsko-mazurskim, w powiecie nowomiejskim, w gminie Grodziczno.
W latach 1975–1998 miejscowość administracyjnie należała do województwa toruńskiego.
Montowo zamieszkuje 463 osoby (140 rodzin), z czego 48,2% stanowią kobiety, a 51,8% mężczyźni. 
Infrastruktura mieszkaniowa składa się z 64 domów, 2 budynków wielorodzinnych po byłym PGR (tzw. „bloki”), 4 budynków wielorodzinnych, należących do PKP oraz zabytkowego pałacu. Wieś ma typowo rolniczy charakter. Wśród 22 gospodarstw rolnych, dwa specjalizują się w hodowli drobiu, trzy zaś w hodowli trzody chlewnej. Ze względu na obecność stacji kolejowej wielu mieszkańców Montowa dojeżdża do pracy do innych miejscowości, głównie do Iławy.
Obecnie funkcję sołtysa pełni Barbara Szymańska.

## Historia
Najstarsze zapiski historyczne dotyczące Montowa sięgają I poł. XIII w. Pierwsza znana wzmianka o Ziemi Lubawskiej, do której przynależy Montowo, pochodzi z 1216 r. i znajduje się w dokumencie papieża Innocentego III. Przynależność polityczna ziemi lubawskiej w XIII wieku nie została jednoznacznie zidentyfikowana – najprawdopodobniej istniał przepływ i mieszanie się kultur Prusów i Mazowszan.

## Zespół dworsko – parkowy
Dobra Montowo posiadały status dóbr szlacheckich. W. 1900 roku w Montowie mieszkało 527 osób, z czego 395 w majątku. W XIX i XX w. majątek należał do rodziny Ossowskich – zasłużonej dla rozwoju polskich form życia gospodarczego i politycznego w dawnym powiecie lubawskim. W XIX w. właścicielem był Władysław Ossowski, a po jego śmierci syn Bolesław. Bolesław Ossowski był w 1918 roku jednym z delegatów powiatu lubawskiego na Polski Sejm Dzielnicowy. Po nim majątek przejął jego zięć Kochanowski. Po wybuchu II wojny światowej Niemcy wysiedlili rodzinę Kochanowskich na Mazowsze, a na ich miejsce do majątku przybyli państwo Grossmann. Po zakończeniu działań wojennych majątek Montowo przejęło państwo.
Na mocy decyzji wojewódzkiego Konserwatora Ochrony Zabytków z dnia 6 stycznia 1997 r., zespół dworsko–parkowy w Montowie został wpisany do rejestru zabytków (nr rejestru A/399/1-2). Zespół składa się z dworu z oficyną, parku o powierzchni 2,3 ha z alejami i stawami oraz dawnego założenia gospodarczego.
Dwór w Montowie istnieje prawdopodobnie od I poł. XIX w., na co wskazuje jego skromna klasycystyczna forma oraz mapa katastralna z 1848 r. W II pol. XIX w. (ok. 1870 r.) dobudowano do niego od północno-zachodniej strony czterokondygnacyjną wieżę oraz parterową oficynę pełniącą funkcję rządcówki. Dwór jest parterowy (z poddaszem), murowany i tynkowany, założony na rzucie prostokąta. Pośrodku siedmioosiowej elewacji frontowej znajduje się trzyosiowy ryzalit, zwieńczony trójkątnym frontonem i poprzedzony tarasowymi schodami, po których, według wspomnień starszych ludzi, dziedzic wjeżdżał konno do dworu. 
Na parterze ryzalit wsparty jest na czterech półkolumnach, których przedłużeniem w partii piętra są cztery pilastry. Budynek obiegają proste gzymsy: nad pierwsza kondygnacją oraz pod okapem.
Elewacja założonej na planie kwadratu i tynkowanej wieży charakteryzuje się zróżnicowaniem otworów okiennych ujętych w różnorodne tynkowe oprawy architektoniczne: opaski, pilastry oraz archiwolty.
Elewacja frontowa murowanej i tynkowanej oficyny zdobiona jest prostymi gzymsami, wyodrębniającymi parter od strefy cokołowej i części strychowej. Głównym akcentem elewacji jest dwukondygnacyjny ryzalit z trójkątnym tympanonem nad drzwiami wejściowymi oraz archiwoltami nad oknami piętra (powtórzenie dekoracji ostatniej kondygnacji wieży).
Park typu krajobrazowego jest położony przed wschodnią i południową elewacją dworu i rozciąga się dalej wąskim pasem w kierunku północnym. Jego środkowa część ma układ nieregularny, wyznaczony przez masyw starodrzewia. Skupiska różnogatunkowego drzewostanu parkowego (jesiony, lipy, klony, buki, olchy) tworzą ramy dla niewielkiego wnętrza rozciągającego się przed ogrodową elewacją dworu, przechodząc następnie w rozległe założenie krajobrazowe, którego głównymi elementami są dwa stawy wraz z otaczającym je drzewostanem o charakterze leśnym oraz dwie polany wyodrębnione alejowymi nasadzeniami lipy, grabu i leszczyny. Wiek najstarszych drzew – lip, jesionów, grabów – wynosi przeszło 160 lat. 
Młodsze nasadzenia pochodzą prawdopodobnie z początku XX wieku i są to aleje grabowe, krzew karagany przed dworem oraz nasadzenia buka, lipy, olchy, brzozy i wszystkie drzewa iglaste. Aleje leszczynowe zostały założone przed II wojną światową.
W zachodniej części zespołu dworsko – parkowego znajduje się teren dawnego folwarku, który nie uległ zmianie zarówno pod względem kompozycyjnym, jak i funkcjonalno–przestrzennym. Zmiany, które w nim nastąpiły, dotyczyły przede wszystkim przeznaczenia poszczególnych budynków, ich przebudowy lub wzniesienia nowych budynków częściowo na dawnych fundamentach. Na terenie zespołu znajduje się spichlerz z 1868 r. Zespół został wpisany do rejestru zabytków województwa toruńskiego na mocy decyzji Wojewódzkiego Konserwatora Zabytków z dnia 20 grudnia 1986 r. (nr rejestru A/513).

## Ludzie związani z miejscowością[4]
- Bolesław Ossowski – właściciel Montowa w XIX wieku[7], odznaczony Złotym Krzyżem Zasługi za „wzorową gospodarkę rolną”[8].
- Rodzina Nadolnych

## Komunikacja
- Przez miejscowość przebiega droga wojewódzka 541 – kierunek: Lidzbark, Lubawa
- Na skraju wsi znajduje się stacja kolejowa Montowo linii kolejowej z Gdańska do Warszawy

## Sport
W miejscowości ma siedzibę klub sportowy LZS Błękitni MontowoLZS Błękitni Montowo, grający obecnie w B klasie warmińsko-mazurskiej. Od 2007 r. klub nosi nazwę GSKF Oristo Montowo.

## Zabytki
- Zespół dworsko-parkowy (zwany również Parkiem wiejskim w Montowie[7]), w tym dwór z oficyną z 1. poł. XIX w.[11][12]
- Kolejowa wieża ciśnień[13][14].